# Alpina zermattensis
Alpina zermattensis là một loài bướm đêm trong họ Geometridae.